# Changara (dystrykt)
Changara – dystrykt w północno-zachodnim Mozambiku, w prowincji Tete. Według danych na 2013 rok liczba ludności wynosiła 183 596 osób.

## Położenie
Przez dystrykt przepływa rzeka Luenha.